# 石溪 (加利福尼亞州普盧默斯)
石溪（英語：Rock Creek）是位於美國加利福尼亞州普盧默斯縣的一個非建制地區。該地的面積和人口皆未知。

## 地理
石溪的座標為39°54′10″N 121°21′11″W / 39.90278°N 121.35306°W，而該地的平均海拔高度為568米（即1863英尺）。